# غريغوريو كارديناس هرنانديز
غريغوريو كارديناس هرنانديز (بالإسبانية: Gregorio Cárdenas Hernández)‏ هو قاتل فترة ومحامي مكسيكي، ولد في 1915 في مدينة مكسيكو في المكسيك، وتوفي في 2 أغسطس 1999 في لوس أنجلوس في الولايات المتحدة.